# Ary de Sá
Ary de Sá, född 1 april 1928, död 16 augusti 2020, var en friidrottare från Brasilien. Han deltog vid olympiska sommarspelen 1952 och olympiska sommarspelen 1956.